# Pelutan (Gebang)
Pelutan is een bestuurslaag in het regentschap Purworejo van de provincie Midden-Java, Indonesië. Pelutan telt 883 inwoners (volkstelling 2010).